# Folos
Folos (en grec antic Φόλος) és un centaure que vivia en una cova a Fòloe. Fill de Silè i d'una nimfa dels freixes, amb uns ancestres diferents dels que comunament s'atribueixen a la genealogia dels centaures, descendents d'Ixíon.
La seva aparició en la mitologia grega es deu a un desgraciat encontre que va tenir amb l'heroi Hèracles. Quan Hèracles anava cap a Erimant a realitzar la tercera prova (de les dotze que li havien encarregat), la caça del senglar d'Erimant, Folos el va acollir a casa seva i li va oferir carn rostida (ell només la menjava crua). Heracles li va demanar vi, però Folos va dir que només en tenia una gerra i que pertanyia a tots els centaures. Heracles li va dir que no tingués por d'encetar la gerra i ell ho va fer. Però els altres centaures (que no vivien lluny) no eren tan amables i quan van sentir l'olor del vi hi van acudir enfadats (potser perquè no toleraven que Folos compartís el vi amb un humà). Llavors va començar una lluita entre els centaures (excepte Folos) i Hèracles en què els primers en van sortir clarament derrotats. La victòria d'Hèracles es va deure, en gran part, a les seves fletxes, que untades amb el verí de l'Hidra de Lerna podien matar un home (o un centaure) només de fregar-lo. Folos, impressionat pel poder d'aquest verí, va córrer a recollir una de les fletxes, però amb tan mala traça que li va caure al peu i el va matar. Hèracles li va dedicar uns funerals magnífics.